# Hotline Miami 2: Wrong Number
Hotline Miami 2: Wrong Number ist ein Shoot-’em-up-Computerspiel des schwedischen Entwickler-Duos Dennaton Games, das am 10. März 2015 für Windows erschien. Später erschienen Versionen für weitere Plattformen. Es ist die Fortsetzung von Hotline Miami.

## Handlung
Das Spiel folgt mehreren spielbaren Charakteren in einer Reihe sich überschneidender Handlungsstränge, die sowohl den Hintergrund als auch die Folgen von Jackets Amoklauf erkunden: Martin Brown, ein sadistischer Schauspieler, der seine Rolle im Film „Midnight Animal“ nutzt, um seine gewalttätigen Fantasien auszuleben. The Fans, eine Gruppe von Nachahmermördern, die Jacket nachahmen wollen. Evan Wright, ein Journalist, der versucht, ein Buch über die Morde zu schreiben. Manny Pardo, ein Detektiv, der hauptsächlich Gewalt einsetzt, um Kriminelle zu erledigen. Der Soldat, der ein Teil eines Kommandotrupps mit Jacket in Hawaii ist. Der nächste spielbarere Charakter ist der Sohn des russischen Mafia-Bosses, der versucht, die Russen gegen das kolumbianische Kartell wieder an die Macht zu bringen.
Darüber hinaus erscheint „Richard“, eine mysteriöse Figur in einer Hahnmaske, die Jacket gelegentlich im Vorgänger erschien. Er verspottet meistens die spielbaren Charaktere an verschiedenen Stellen und kritisiert sie für ihre Handlungen während des gesamten Spiels.

## Spielprinzip
Das Gameplay von diesem Spiel spielt sich genauso wie das seines Vorgängers. Hotline Miami 2: Wrong Number verfügt über einen neuen schweren Modus, der nach Abschluss der normalen Story freigeschaltet wird. Im schweren Modus sind Feinde schwieriger zu besiegen und einige Fähigkeiten werden dem Spieler genommen. Dreizehn Charaktere sind spielbar. Jeder Charakter hat seine eigenen besonderen Fähigkeiten. Zu Beginn jedes Levels steht ein anderer Charakter oder eine andere Gruppe von Charakteren zur Verfügung, wobei jedes Kapitel einen Teil der Geschichte aus der Perspektive dieses Charakters erzählt. Nach der Veröffentlichung des Spiels wurde ein Level-Editor hinzugefügt, mit dem Benutzer durch Dialogerstellung originelle Geschichten erstellen konnten. Der Editor war ursprünglich für eine Veröffentlichung im Frühjahr 2015 geplant, wurde jedoch verschoben und wurde schließlich am 22. Juni 2016 veröffentlicht.

## Rezeption
Bei der Veröffentlichung erhielt das Spiel allgemein positive Kritiken. Auf Metacritic hält die PS4-Version eine Gesamtpunktzahl von 75/100, 74/100 die PC-Version und 66/100 die PlayStation-Vita-Version. Danny O’Dwyer von GameSpot gab dem Spiel 9/10 und lobte den Techno Soundtrack, das unterhaltsame, ansprechende und herausfordernde Gameplay, die gut gestaltete Steuerung, die auffällige und lebendige Grafik, die verbesserte Gegnerplatzierung und die Handlung des Spiels. Außerdem lobte er die große Vielfalt an Charakteren, Levels und Schauplätzen. Er kritisierte jedoch die fehlende Waffenanpassung.
Chris Carter von Destructoid gab dem Spiel ebenfalls 9/10 und lobte das Gameplay, die fesselnde Geschichte, die zugängliche Benutzeroberfläche und den Level-Editor das Spiel, das es den Spielern ermöglicht, Kreativität und Strategie in jedem Level einzusetzen. Er kritisierte jedoch die schlechte KI.